# Archiv für Familiengeschichtsforschung
Archiv für Familiengeschichtsforschung (AfF) ist laut ihrem Untertitel eine Zeitschrift für Familienforscher. Das vom Institut für Personengeschichte herausgegebene Blatt insbesondere zur Genealogie bekannter deutscher Familien und deren Geschichte ist das Nachfolgeblatt der Zeitschrift Archiv für Sippenforschung und alle verwandten Gebiete (ab 1928) bzw. deren Vorgängerzeitschrift Kultur und Leben: Zeitschrift für Kulturgeschichte und biologische Familienkunde und erschien seit 1997 anfangs in Limburg im Starke Verlag, kurzzeitig in Bad Nauheim beim Genealogie-Service und anschließend im Insingen bei Degener & Co. Das vierteljährlich erscheinende Blatt unter der ISSN 0003-9403 enthielt teilweise in englischer und französischer Sprache die Parallel-Sachtitel Review for genealogical studies und Revue de recherches généalogiques.